# Jacques Bernard d'Anselme
Jacques Bernard Modeste d'Anselme (Apt, 12 luglio 1740 – Parigi, 17 settembre 1814) fu un generale dell'esercito rivoluzionario francese.

## Biografia
Figlio di un capitano del régiment de Souvré (40º reggimento di Fanteria di linea), prese servizio il 27 settembre 1745, il che significa che all'età di 5 anni, secondo gli usi del tempo, in quanto figlio di ufficiale, venne posto sotto il controllo di un reggimento.

### La carriera fino a colonnello
Divenne portainsegne nel 1752, tenente nel 1756, combattendo con quel grado di fronte a Minorca lo stesso anno, e nel 1760 divenne capitano-aiutente-maggiore. Prestò servizio nel corso della guerra dei sette anni, poi in Corsica dal 1768 al 1769. Il 18 aprile 1770 ricevette il titolo onorifico di Cavaliere dell'Ordine di San Luigi e divenne maggiore del reggimento del Périgord nel 1774 e di quello del Maine l'anno successivo. Nominato tenente-colonnello del reggimento del Soissonnais a luglio del 1777, partì poco dopo per combattere nella guerra d'indipendenza americana, servizio che prestò dal 1780 al 1783. Nel gennaio del 1784 divenne colonnello ed il 9 marzo 1788 maresciallo di campo. Nel 1791 divenne aiutante di campo del generale e maresciallo di Francia Rochambeau.

### Guerre della Rivoluzione

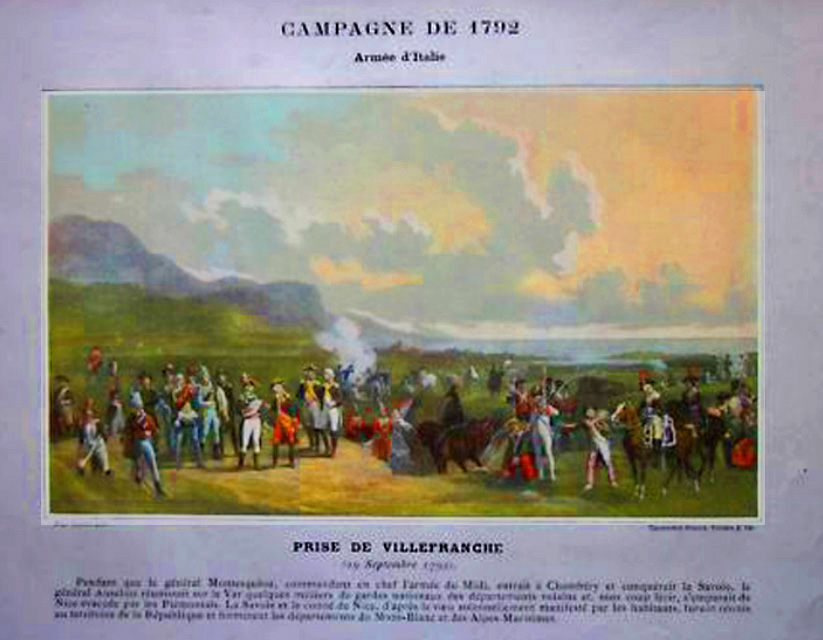
Presa di Villefranche par le Général d'Anselme

Impiegato nella 9ª divisione militare il 20 maggio 1791, poi passò nell'armée du Midi il 15 febbraio 1792, assumendo quindi il comando provvisorio della 10ª divisione militare il 3 aprile dello stesso anno. Si trovava in tale funzione a Perpignano quando cinque compagnie del reggimento del Vermandois, giunte in città il giorno di Pasqua del 1792, si abbandonarono ad azioni di molestia nei confronti degli abitanti. Egli si recò in caserma con gli amministratori della città e riuscì con i suoi discorsi a riportare alla ragione ed ai propri doveri questa soldatesca.
Tenente generale, fu nominato comandante in capo dell'armée du Midi il 27 agosto 1792. Alla testa di un contingente consistente in un numero da 12.000 a 15.000 uomini, attraversò il 28 settembre 1792 il fiume Varo e il giorno successivo occupò la contea di Nizza, allora provincia del Regno di Sardegna, il Forte di Mont Alban e il castello di Villefranche-sur-mer, nonostante l'accanita resistenza opposta dalle truppe sarde al comando del generale nizzardo Carlo Francesco Thaon di Revel e St. André. Questa importante conquista gli consentì un bottino di cento pezzi di artiglieria, 5.000 fucili, un milione di cartucce, una fregata ed una corvetta, armate dei loro cannoni, che si trovavano in porto e di un arsenale di marina ben fornito.
Venne quindi nominato comandante in capo dell'armata di stanza a Nizza il 7 novembre, continuando, ma con minor successo, le operazioni contro il ducato di Savoia. Pioggia, neve, mancanza di equipaggiamento vestiario e calzature per le truppe, e di munizioni lo costrinsero, dopo un attacco fallito alla città di Saorgio, a limitarsi all'occupazione di Sospello e ad acquartierarsi per l'inverno in quella zona.

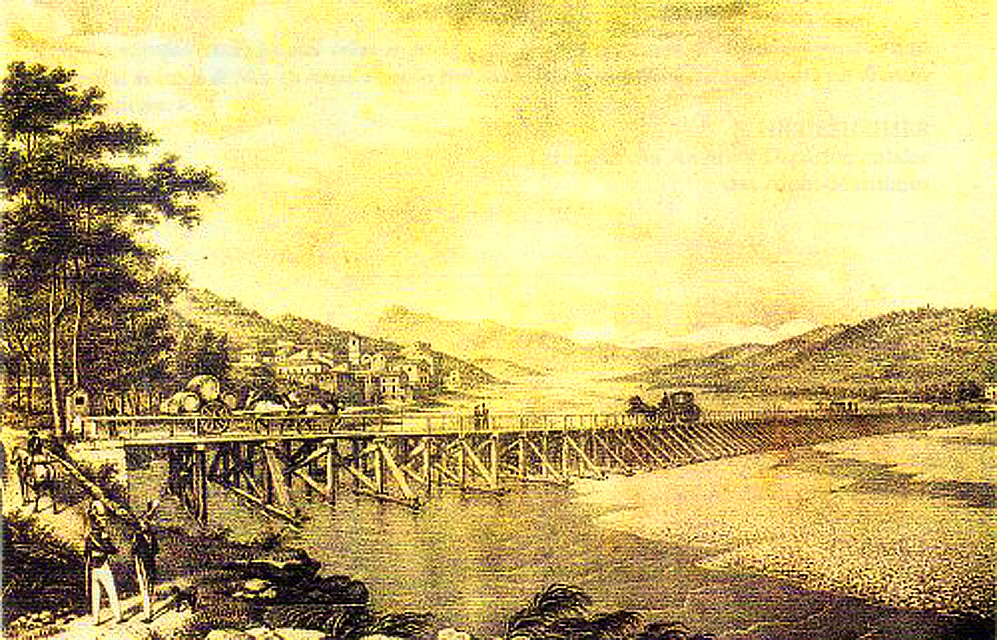
Novembre 1792, il generale Anselme fa costruire il ponte di Saint Laurent sul Varo

Gli ordini del governo e la necessità di procurarsi le risorse necessarie all'armata lo spinsero a interrompere questo periodo di ozio. Di concerto con l'ammiraglio Truguet, progettò la conquista della città ligure di Oneglia. Il 23 novembre la flotta francese si presentò di fronte alla città e subito una delegazione fu inviata presso le autorità cittadine per trattare la resa, ma essa venne ricevuta a colpi di fucile, che ferirono l'ufficiale comandante la delegazione ed uccisero sette delegati a lui vicini. La città venne bombardata il giorno stesso e occupata l'indomani e venne abbandonata dai francesi solo dopo averla saccheggiata e ridotta in cenere. Da quel momento il disordine regnò nell'armata, che non osservò più alcuna disciplina e si diede ad ogni sorta di angherie, violenze e saccheggi verso gli abitanti della contea di Nizza. Questo comportamento provocò la nascita del barbetismo, una forma di resistenza clandestina ed armata da parte di contadini e pastori, difensori della fede cattolica e della libertà del loro territorio.
Il generale Anselme fu accusato di scarsa energia nel reprimere gli eccessi comportamentali delle sue truppe, forse traendone profitto egli stesso. Egli pubblicò nel dicembre 1792 una memoria a giustificazione della sua condotta, nella quale si sforzava di provare che egli aveva represso l'attività di saccheggio. Egli rigettò la responsabilità della mancanza di abiti e calzature per le sue truppe sul generale Montesquiou e protestò la purezza dei suoi sentimenti repubblicani. I commissari, inviati dalla Convenzione per esaminare la sua condotta non rimasero soddisfatti dalle ragioni da lui addotte e addebitarono alla sua debolezza ed incuria il motivo dei disordini verificatisi. Inviato a Parigi il 16 dicembre, fu sostituito provvisoriamente dal generale Gaspard de Brunet. Egli lasciò Nizza il 23 dicembre e venne sospeso dalle sue funzioni il 27.
Posto sotto accusa il 14 febbraio 1793, a seguito del rapporto redatto da Collot d'Herbois sul saccheggio della città di Nizza, venne subito incarcerato. Benché privo delle sue carte personali, della sua corrispondenza e dei registri d'ordinanza, che erano stati posti sotto sigillo ad Apt ed a Parigi, egli scrisse e rese pubblica, nel marzo del 1793, una nuova memoria di 55 pagine, nella quale rintracciava dettagliatamente la sua condotta dal giorno in cui aveva ricevuto il comando dell'armata del Varo e dove faceva notare che da quel momento la medesima si era trovata priva di tutto ed in preda all'anarchia e non si poteva non essergli grati di essere riuscito a portare tale unità militare alla vittoria contro forze nemiche ben più numerose e meglio organizzate. Questa memoria pare avesse avuto un effetto favorevole sul generale d'Anselme, che anziché venir processato, venne semplicemente dimenticato in carcere, dal quale uscì tuttavia subito dopo la caduta di Robespierre il 9 termidoro. Rilasciato ed autorizzato a ritirarsi il 12 aprile 1793, ottenne il 15 ottobre 1795 una pensione di 10 000 franchi. Ciò nonostante, il 6 dicembre 1798 venne nominato ispettore delle truppe di stanza nel Mezzogiorno francese ed infine ammesso alla quiescenza il 27 gennaio 1801.
Morì a Parigi tredici anni dopo, all'età di 74 anni.
Il suo nome è uno di quelli dei 588 ufficiali menzionati sull' Arc de Triomphe, a Parigi.